# Ecaterina Orb-Lazăr
Ecaterina Orb-Lazăr (ur. 7 maja 1935 w Turdzie) – rumuńska florecistka, dwukrotna uczestniczka igrzysk olimpijskich, brązowa medalistka mistrzostw świata.

## Kariera
Ecaterina Orb reprezentowała Rumunię na igrzyskach olimpijskich w Melbourne w 1956 roku. Rywalizowała indywidualnie we florecie, gdzie w pierwszej fazie turnieju zajęła 5. miejsce w grupie, które nie premiowało awansu do dalszej rundy. Zdobyła brązowy medal mistrzostw świata w Turynie (1961).
Pod nazwiskiem Orb-Lazăr wystąpiła na igrzyskach olimpijskich w Rzymie w 1960 roku. Podczas indywidualnej rywalizacji florecistek zakwalifikowała się do ćwierćfinału poprzez baraże, następnie odpadła w półfinale. Brała także udział we florecie drużynowym razem z Eugenią Mateianu, Olgą Szabó-Orbán i Marią Vicol. W fazie grupowej Rumunki zajęły 2. miejsce po zwycięstwie nad Brytyjkami i porażce z Węgierkami. W ćwierćfinale przegrały ze Wspólną Reprezentacją Niemiec i ostatecznie zostały sklasyfikowane na 5. miejscu razem z czterema innymi drużynami.